# Eustoche de Jérusalem
Eustochios (552 – 563-564) était un Alexandrin. 
Il aurait été déposé non pour origénisme, comme le pensent Stein-Palanque, van Esbroeck et d'autres, mais à la suite des événements de février 564, que van Esbroeck lui-même a mis en évidence en publiant une lettre de Justinien conservée seulement en géorgien. L'empereur Justinien menace l'Église de Jérusalem d'envoyer la troupe si elle refuse de célébrer la fête de l'Hypapante (la chandeleur) le 2 février au lieu du 14 – et par conséquent, de célébrer Noël le 25 décembre au lieu du 6 janvier.